# Madonna della Corona (Veneto)

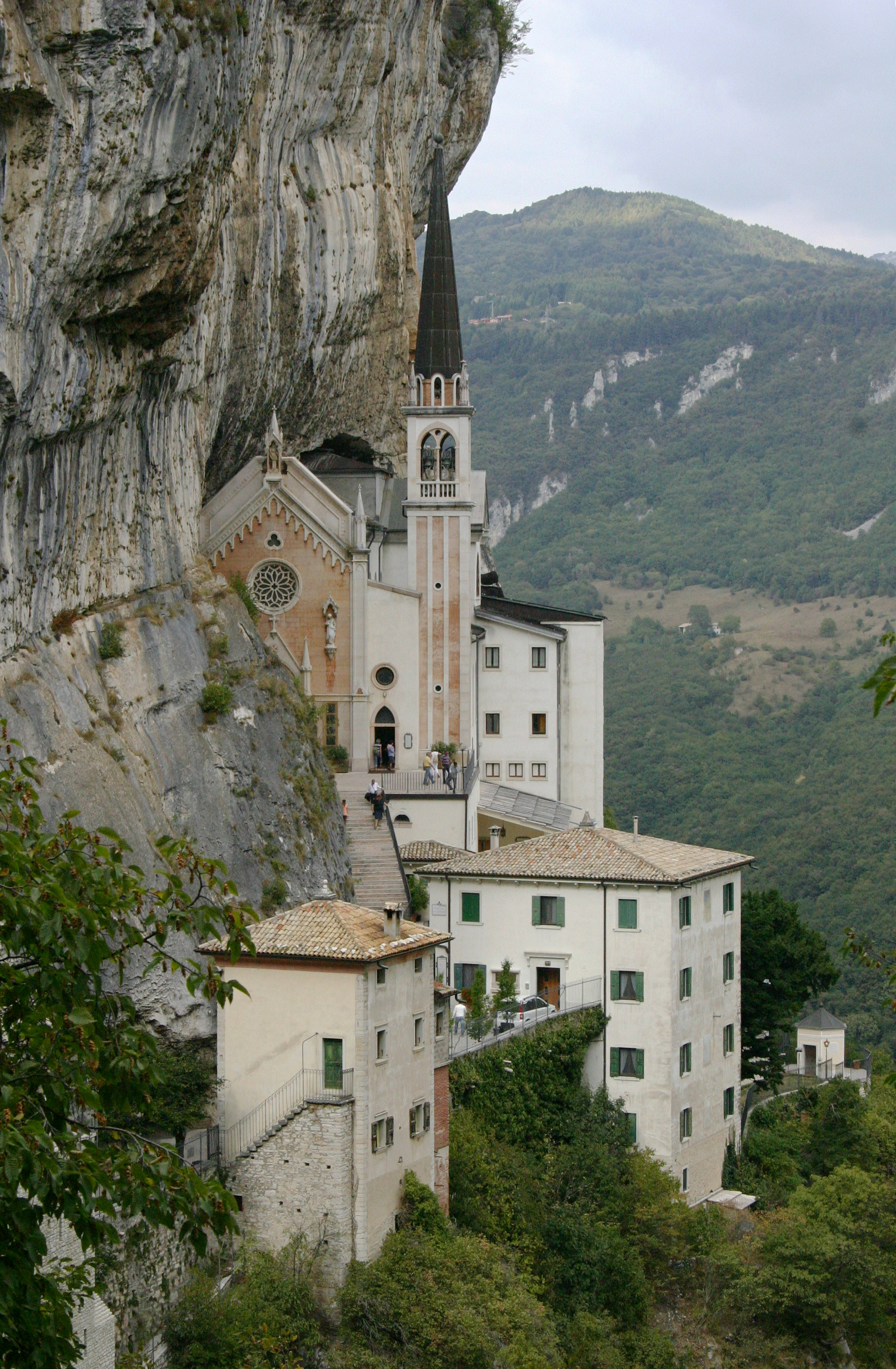
Madonna della Corona in 773 m Höhe am Fels

Madonna della Corona ist ein Wallfahrtsort in der italienischen Gemeinde Ferrara di Monte Baldo in der Provinz Verona in Venetien.

## Lage
Die Wallfahrtskirche liegt unterhalb einer senkrechten, teils überhängenden Felswand auf 773 m s.l.m., hoch über dem von der Etsch durchflossenen Vallagarina. Erreichbar ist sie von Spiazzi, einer Fraktion der Gemeinde Caprino Veronese an der Ostseite des Monte Baldo, in zirka 15–20 Minuten Fußweg oder mit Pendelbusverkehr. Außerdem führt ein Wanderweg von Brentino im Vallagarina zum Wallfahrtsort hinauf, bei dem knapp 600 Höhenmeter zu bewältigen sind.

## Name
Der Zusatz „della Corona“ im Namen der Wallfahrtskirche und des Wallfahrtsortes stammt wohl nicht von der „Krone“ (it. „Corona“) in dortigen Mariendarstellungen, sondern eher von dem alten Begriff „Corona“ für „Felsen“ oder für die „Steinwand“, an der die Kirche steht.

## Geschichte
Vorläufer des Ortes war seit Ende des 12. Jahrhunderts eine Eremitage (Einsiedelei), deren Bewohner mit dem Kloster des Heiligen Zeno aus Verona verbunden waren. Im 15. Jahrhundert wurde die erste Kirche in den Fels gebaut. Ab 1437 sind die kleine Kirche und die Einsiedelei an die „Commenda der Jerusalemer Ritter“ (später „Rhodoser Ritter“ und danach „Malteserorden“ genannt) gebunden. Diese Beziehung blieb bestehen, bis 1810 unter Napoleon Bonaparte der gesamte Ordensbesitz des Malteserordens eingezogen wurde.
Die Wallfahrtskirche und die sie umgebenden Gebäude wurden von 1974 bis 1978 umfangreich restauriert.
1978 weihte Bischof Giuseppe Carraro die gewissermaßen neu aufgebaute Kirche und den neuen Altar; 1982 wurde der Kirche der Titel „Basilica minor“ zugesprochen. Am 17. April 1988 besuchte Papst Johannes Paul II. den Wallfahrtsort und betete zur Madonna.

## Besonderheiten
Zu den Besonderheiten der Kirche zählt vor allem ihre Lage und Architektur: Sie wurde teils direkt in den Felsen hineingebaut, die Westwand und Teile der Nordwand der Kirche bestehen aus weitestgehend naturbelassenem Felsgestein.
Bis zum Bau des Zugangsweges von Spiazzi aus mit den aufwendigen Tunneldurchbrüchen im Jahr 1922 war die Kirche nur über den anstrengenden Fußweg von Brentino Belluno aus oder durch das Abseilen mit einem Lastenkorb (direkt über der Kirche am Hangabbruch) zu erreichen. Der Lastenkorbtransport wurde bereits im 16. Jahrhundert konstruiert.
In unmittelbarer Nähe der Kirche befindet sich eine sogenannte „Scala Santa“ („Heilige Treppe“), die ebenfalls direkt in den Fels gehauen wurde. Es ist eine Reproduktion der angeblich aus dem Palast des Pontius Pilatus stammenden Treppe in Rom nahe der Basilika San Giovanni in Laterano. Laut der christlichen Mythologie soll Jesus sie an dem Tag, an dem er gegeißelt, mit Dornen gekrönt und zum Tode am Kreuz verurteilt wurde, mehrmals auf- und abgestiegen sein und sie so mit seinem Blut befleckt haben.
An der rechten Wand der Kirche sind viele Votivtafeln angebracht: 167 Tafeln verschiedener Größen, von denen die älteste auf das Jahr 1547 zurückgeht und die wundersame Rettung einer Frau schildert, die in Verona in der Etsch zu ertrinken drohte. In historischer Hinsicht ist das interessanteste „Ex voto“ ein Gemälde, das die Gemeinde Bardolino 1665 als Dank für erbetenen Regen stiftete. Die wertvollste Votivgabe dürfte ein 1724 von dem Veroneser Maler Antonio Balestra (1666–1740) gemaltes Ölbild sein, das Christus an der Geißelsäule darstellt.
Auf dem Fußweg von Spiazzi zur Kirche befindet sich ein im Zuge der großen Umbauarbeiten zwischen 1974 und 1978 angelegter Kreuzweg mit 15 Stationen und lebensgroßen Bronzefiguren.

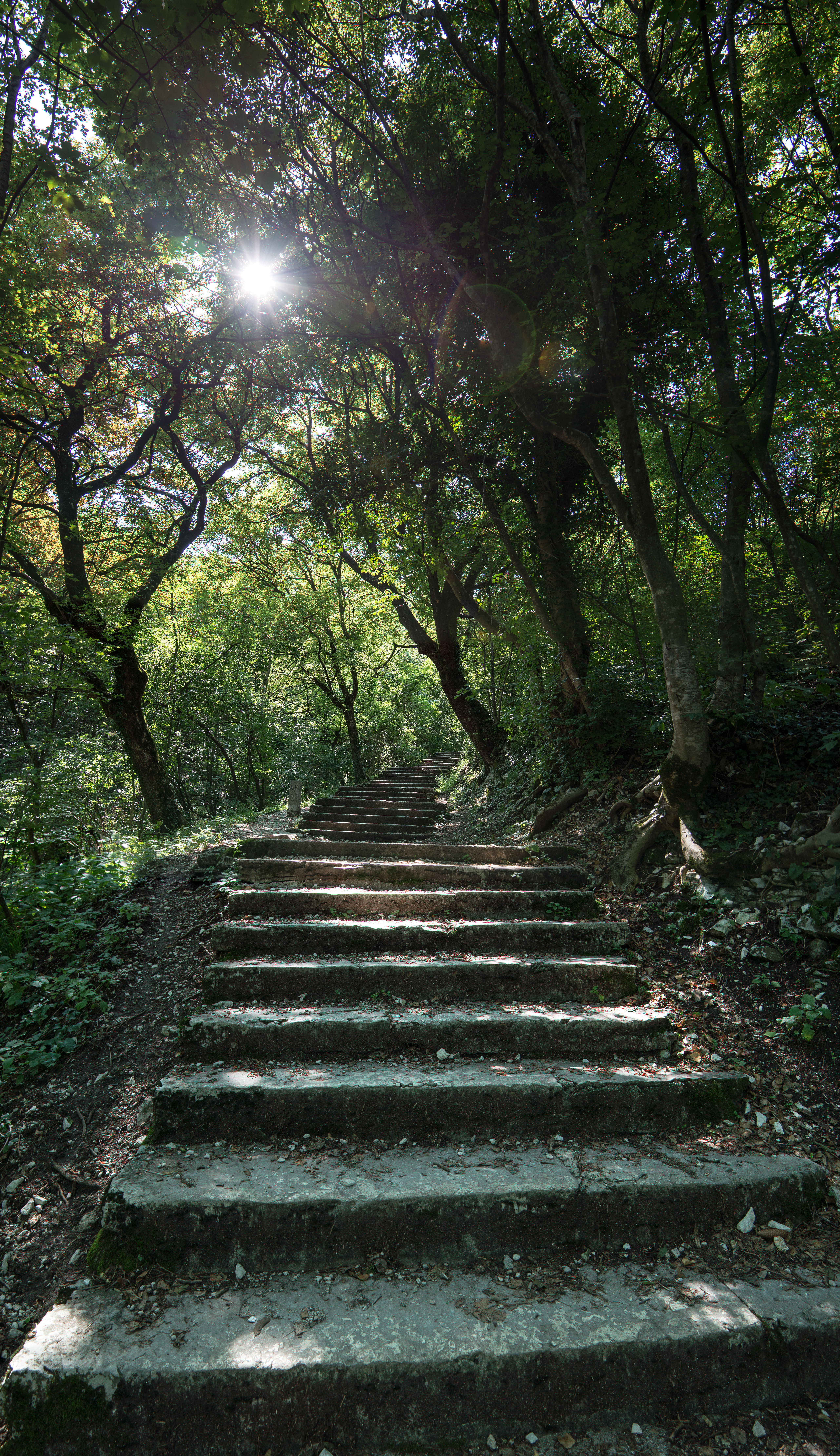
Die Stufen des alten Weges
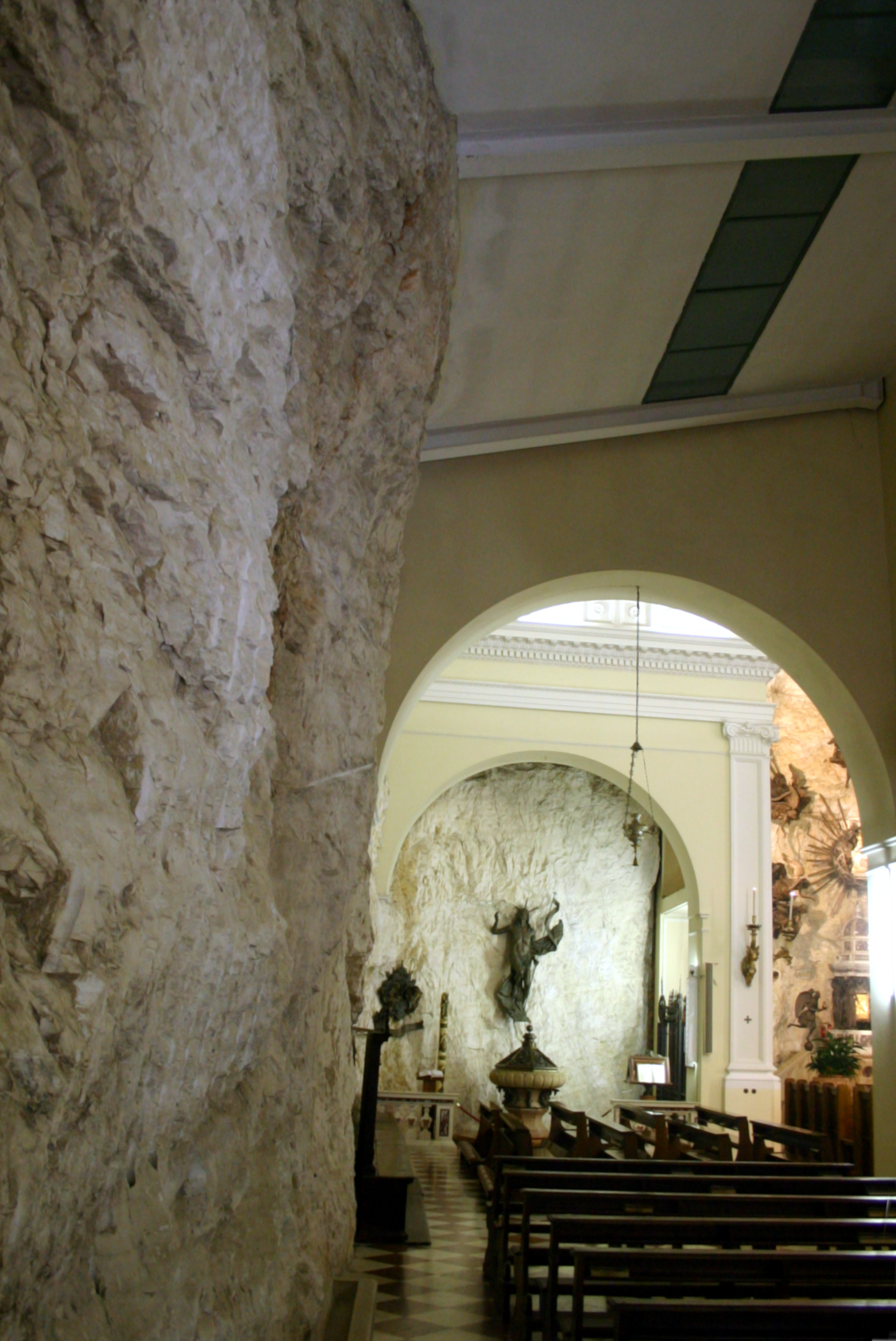
Die Westwand der Kirche aus Fels
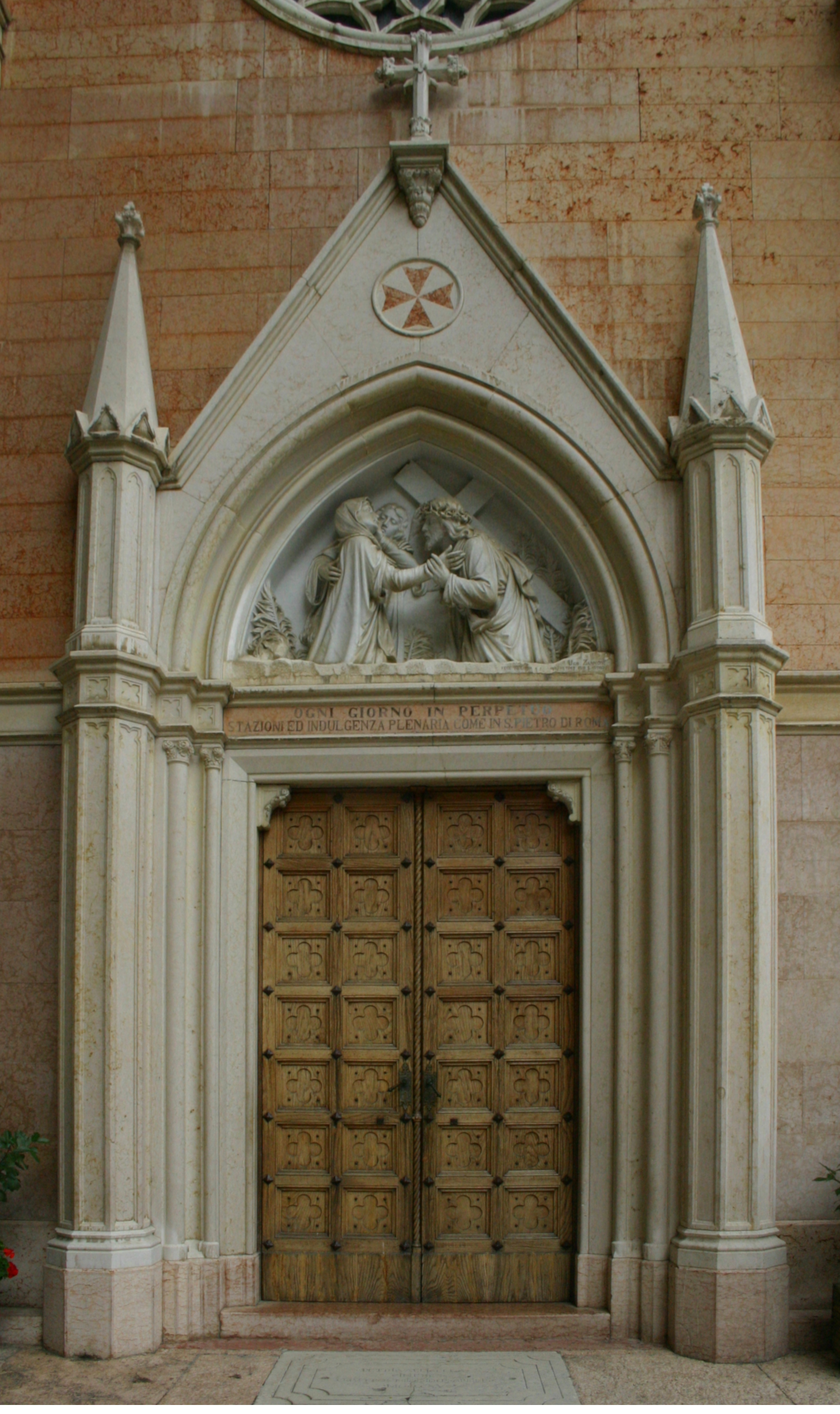
Malteserkreuz über dem Eingangsportal
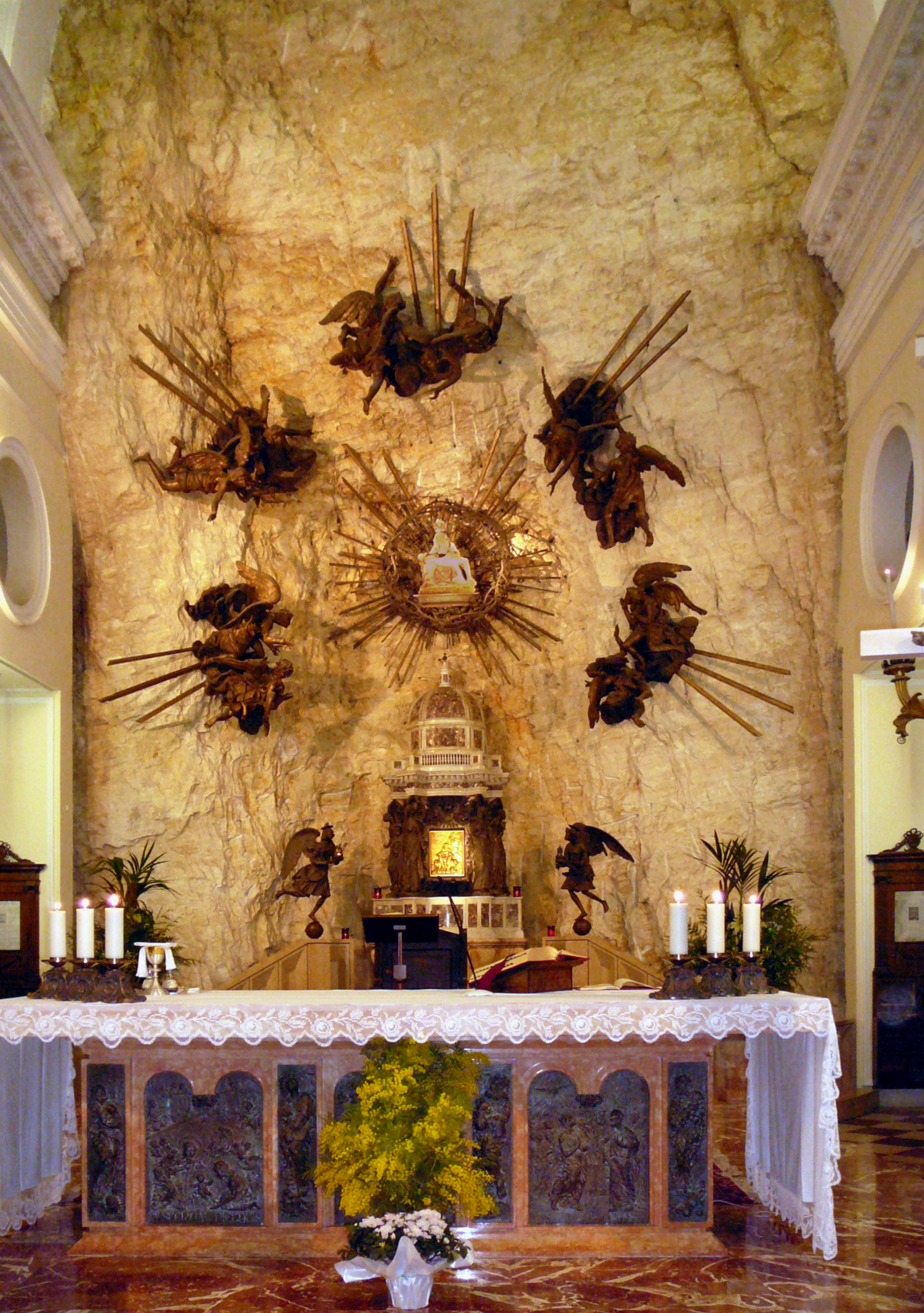
Von Lodovico Castelbarco gestiftete Pietà über dem Altar
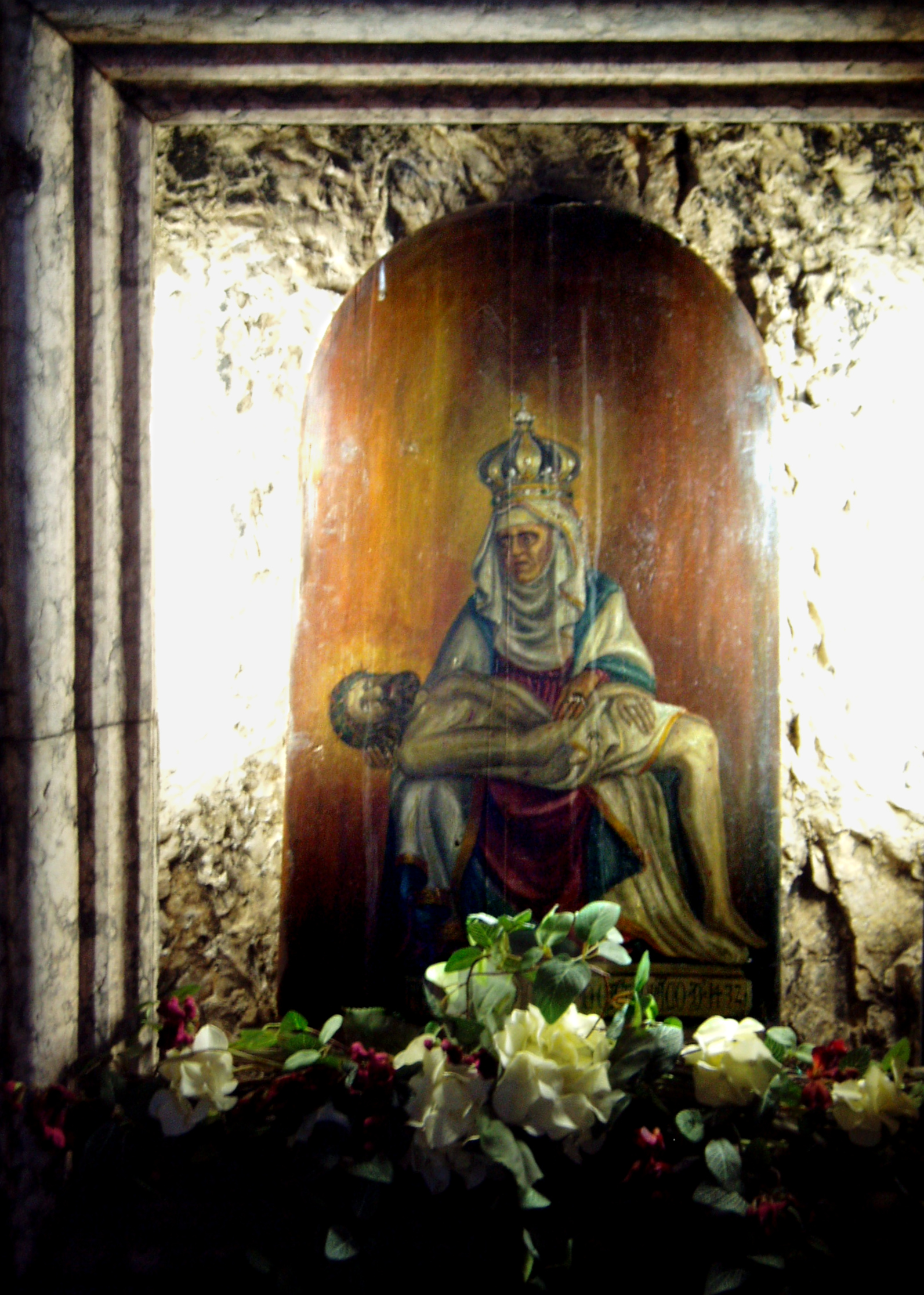
Pietà am Ende der Heiligen Treppe
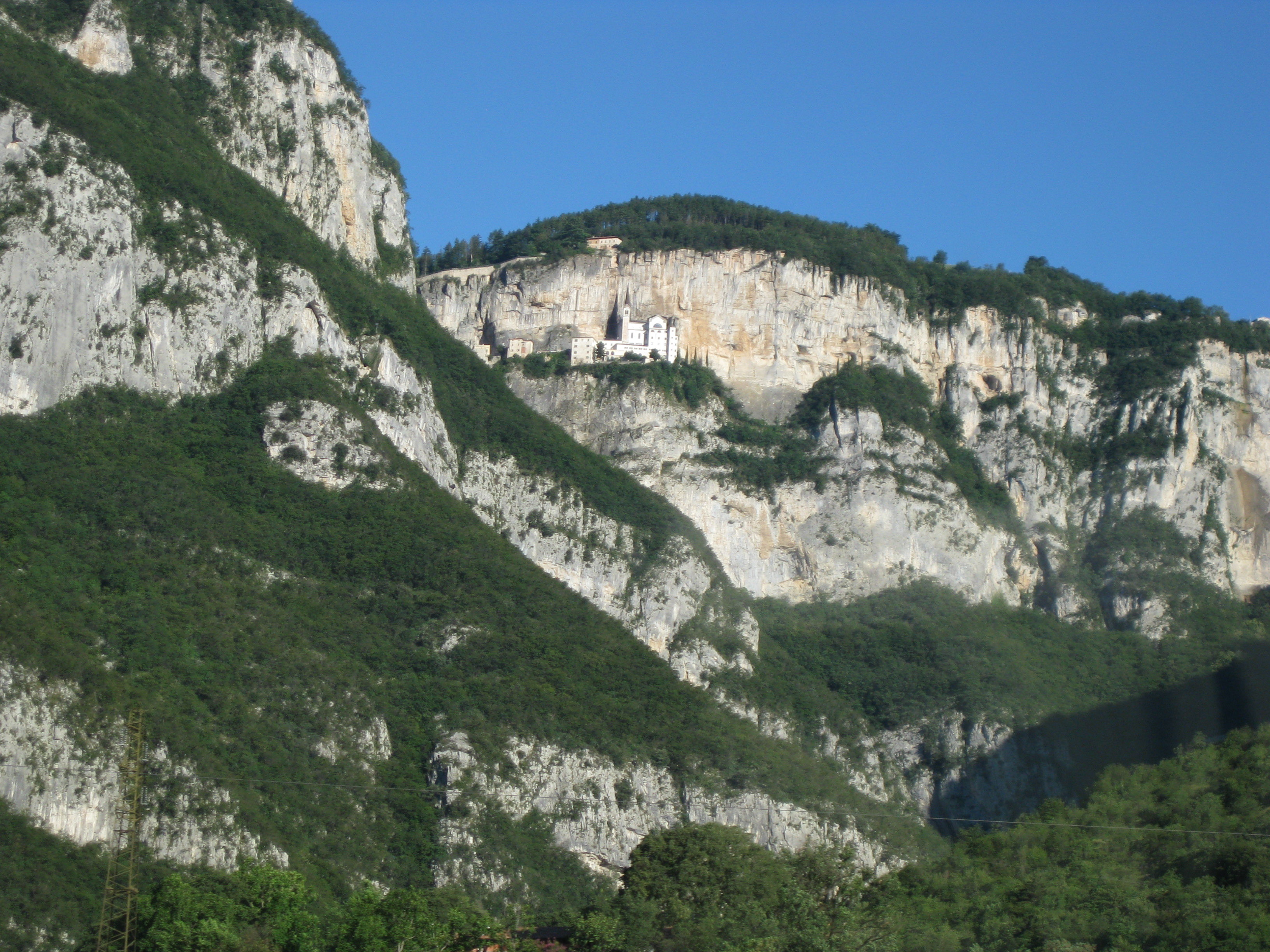
Blick aus dem Etsch-Tal hinauf zur Kirche

## Marienverehrung
In der Kirche steht eine Pietà, eine Marienfigur mit dem Leichnam Jesu auf den Knien, die die Kirche zum Wallfahrtsort machte.

### Legende
Eine fromme Überlieferung datiert die Entstehung des Wallfahrtsorts, der ursprünglich „Santa Maria di Montebaldo“ hieß, auf das Jahr 1522. In diesem Jahr soll die Statue von der Insel Rhodos nach der dortigen muslimischen Invasion durch Süleyman I. „auf wundersame Weise“ zum jetzigen Ort gelangt sein. Dieses Datum wird aber durch ein Gemälde der Madonna mit Kind in der heutigen Kirche widerlegt, das aus dem 14. Jahrhundert stammt und das erste verehrte Bild in der ursprünglichen Kirche ist.

### Die Statue
Die Pietà ist 70 Zentimeter hoch, 56 Zentimeter breit und 25 tief; sie besteht aus farbig gefasstem Stein, der aus der Gegend stammt. Die Skulptur steht auf einem Sockel mit der lateinischen Inschrift „HOC OPUS FECIT FIERI LODOVICUS D CASTROBARCO D 1432“, was als Beweis dafür angesehen wird, dass die Statue von Lodovico Castelbarco aus dem Hause der Castelbarco in Auftrag gegeben und 1432 der Kirche geschenkt wurde.